# Condado de Trencsén
El Condado de Trencsén (en latín: comitatus Trentsiniensis/Trenchiniensis; en húngaro: Trencsén (vár) megye; en eslovaco: Trenčiansky komitát/Trenčianska stolica/Trenčianska župa; en alemán: Trentschiner Gespanschaft/Komitat) fue un condado administrativo del Reino de Hungría. Su territorio se encuentra actualmente en el oeste de Eslovaquia.

## Geografía

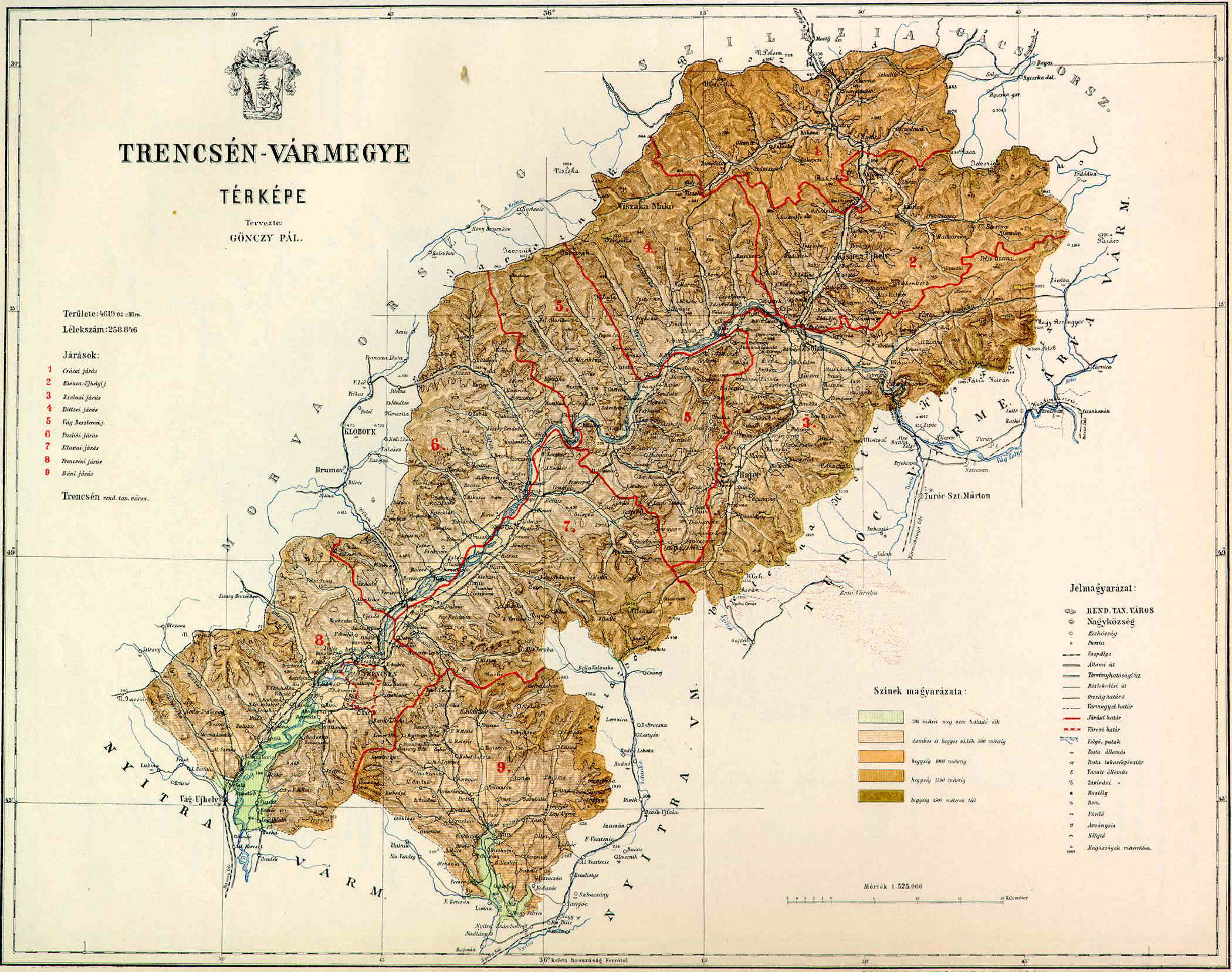
Mapa de Trencsén, 1891.

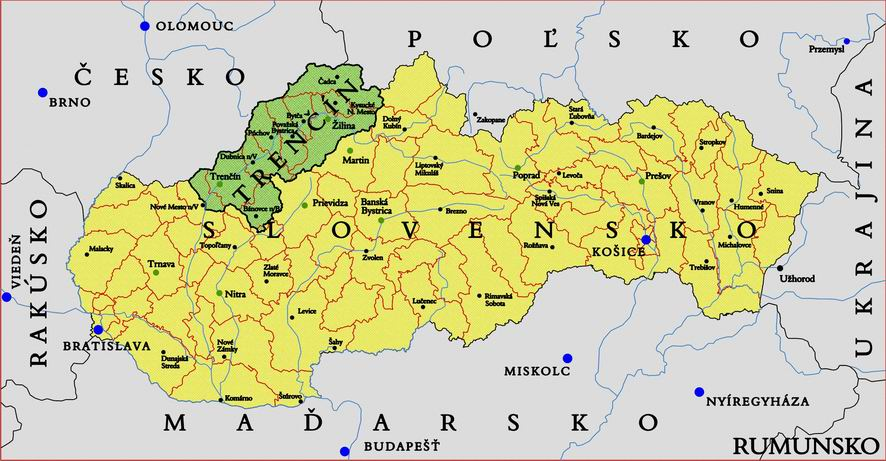
Antiguo Condado de Trencsén superpuesto al mapa de la Eslovaquia contemporánea.

El Condado de Trencsén compartía fronteras con las tierras austriacas de Moravia, Galitzia y Silesia, y los condados húngaros de Árva, Turóc y Nyitra. El territorio del condado era una franja en el extremo noroeste de la actual Eslovaquia, es decir, el territorio entre la frontera checa, la ciudad de Vágújhely, el Condado de Turóc, el Condado de Árva y la frontera con Polonia. El río Váh discurría por la comarca. Su superficie era de 4456 km² alrededor de 1910.

## Capitales
La capital del Condado de Trencsén fue el castillo de Trenčín (en húngaro: Trencséni vár), y alrededor de 1650 la ciudad de Trencsén.

## Historia
Posiblemente ya existía un antecesor del Condado de Trencsén en el siglo IX, en tiempos de la Gran Moravia, con centro en Ducové. En los siglos x y xi, el condado probablemente formaba parte temporalmente de Bohemia y luego temporalmente de Polonia (castellania Trecen).
El Condado de Trencsén como condado húngaro surgió a finales del siglo XI, cuando la mayor parte del territorio fue conquistada por el Reino de Hungría. Tradicionalmente, las familias Csák, Cseszneky e Illésházy ocupaban el cargo de teniente señor hereditario del Condado de Trencsén.
A raíz de la Primera Guerra Mundial, el Condado de Trencsén pasó a formar parte de la recién formada Checoslovaquia, como lo reconocieron los estados interesados en 1920 por el Tratado de Trianón. El condado como (Trenčianska župa) continuó existiendo hasta 1922, pero tenía poderes completamente diferentes.
Durante la existencia del primer Estado eslovaco entre 1939 y 1945, el condado de Trencsén fue recreado nuevamente en 1940, pero su territorio se amplió ligeramente. Después de la Segunda Guerra Mundial, el Condado de Trencsén volvió a formar parte de Checoslovaquia. En 1993, Checoslovaquia se dividió y Trencsén pasó a formar parte de Eslovaquia.

## Demografía

### 1900
En 1900, el condado tenía una población de 287 665 personas y estaba compuesto por las siguientes comunidades lingüísticas:
Total:
- Eslovaco: 266 763 (92.7%)
- Alemán: 10 213 (3.6%)
- Húngaro: 8 210 (2.9%)
- Rumano: 105 (0.0%)
- Croata: 64 (0.0%)
- Serbio: 60 (0.0%)
- Ruteno: 16 (0.0%)
- Otro o desconocido: 2 234 (0.8%)

Según el censo de 1900, el condado estaba compuesto por las siguientes comunidades religiosas: 
Total:
- Católicos: 250 628 (87.1%)
- Luteranos: 24 890 (8.7%)
- Judíos: 11.397 (4,0)
- Calvinistas: 447 (0.2%)
- Griegos ortodoxos: 147 (0.0%)
- Griegos católicos: 141 (0.0%)
- Unitarios: 3 (0.0%)
- Otros o desconocidos: 12 (0.0%)

### 1910

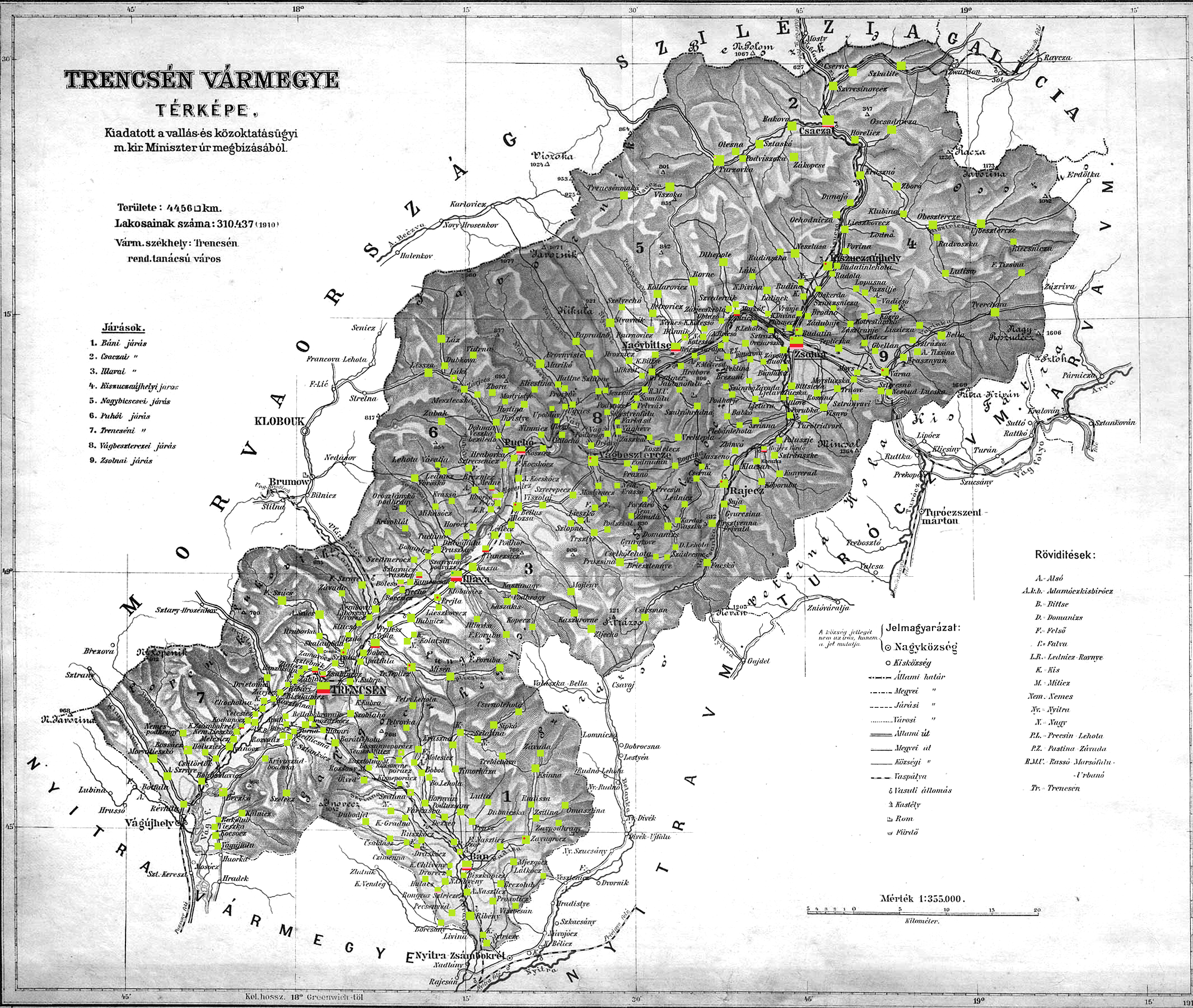
Mapa étnico del condado con datos del censo de 1910 (ver la clave en la descripción).

En 1910, el condado tenía una población de 310,437 personas y estaba compuesto por las siguientes comunidades lingüísticas:
Total:
- Eslovaco: 284 770 (91.73%)
- Húngaro: 13 204 (4.25%)
- Alemán: 9 029 (2.91%)
- Rumano: 172 (0.06%)
- Croata: 78 (0.03%)
- Serbio: 51 (0.02%)
- Ruteno: 24 (0.01%)
- Otro o desconocido: 3 109 (1.0%)

Según el censo de 1910, el condado estaba compuesto por las siguientes comunidades religiosas:
Total:
- Católicos: 271 233 (87.37%)
- Luteranos: 27 421 (8.83%)
- Judíos: 10 809 (3.48%)
- Calvinistas: 584 (0.19%)
- Griegos ortodoxos: 198 (0.06%)
- Griegos ortodoxos: 176 (0.06%)
- Unitarios: 9 (0.0%)
- Otros o desconocidos: 7 (0.0%)

## Subdivisiones
A principios del siglo XX, las subdivisiones del Condado de Trencsén eran:
| Distritos (járás)                           | Distritos (járás)                  |
| Distrito                                    | Capital                            |
| ------------------------------------------- | ---------------------------------- |
| Bán                                         | Bán (Bánovce nad Bebravou)         |
| Csaca                                       | Csaca (Čadca)                      |
| Illava                                      | Illava (Ilava)                     |
| Kiszucaújhely                               | Kiszucaújhely (Kysucké Nové Mesto) |
| Nagybiccse                                  | Nagybiccse (Bytča)                 |
| Puhó                                        | Puhó (Púchov)                      |
| Trencsén                                    | Trencsén (Trenčín)                 |
| Vágbeszterce                                | Vágbeszterce (Považská Bystrica)   |
| Zsolna                                      | Zsolna (Žilina)                    |
| Distritos urbanos (rendezett tanácsú város) |                                    |
| Trencsén (Trenčín)                          |                                    |